# Eleccions legislatives franceses de 2012
Les eleccions legislatives franceses de 2012 es van celebrar els dies 10 i 17 de juny de 2012 (i en altres dates per a un petit nombre de votants fora de la França metropolitana) per a triar als membres de la XIV Assemblea Nacional de la Cinquena República, poc més d'un mes després de la segona volta de les eleccions presidencials franceses celebrada el 6 de maig.
Els 577 escons uninominals de l'Assemblea, inclosos els que representen als departaments i territoris d'ultramar i als francesos residents a l'estranger, es van disputar mitjançant un sistema a dues voltes.